# Come un mantra luminoso
Come un mantra luminoso è un album di Massimo Ghiacci, pubblicato il 7 novembre 2008 per l'etichetta Mescal.

## Il disco
Il disco segna l'esordio solista di Ghiacci, bassista dei Modena City Ramblers dal 1992. Rispetto al consueto sound del gruppo, Come un mantra luminoso presenta sonorità maggiormente pop rock, distaccandosi dal genere folk.

## Tracce
1. Niente è andato per sempre
2. Il vento
3. Vagamondo
4. Come due amanti
5. Brenda tra i treni
6. Solo per me
7. Tempo al tempo
8. Tatuaggi
9. Il gioco
10. Acida malìa
11. Il fiore e le spine
12. Fratello di sogni
13. Luce